# شويش سعود الضويحي
شويش سعود الضويحي وزير الإسكان السعودي السابق.

## الاسم والسيرة الذاتية
الدكتور شويش بن سعود بن ضويحي الجبلي المطيري من مواليد مدينة الرياض 1385هـ، وهو من حملة الدكـــتوراة في الهندسة الصناعية – استراتيجيات التصنيع، جامعة كرانفيلد، المملكة المتحدة، ولديه ماجستير في الهندسة الميكانيكية – أنظمة التصنيع، جامعة الملك سعود .

## دراساته الجامعية
الهندسة الصناعية، جامعة الملك سعود، الرياض.

## حياته العملية
- عضو مجلس الشورى منذ 3/3/1418هـ
- رئيس لجنة الشؤون الاقتصادية والطاقة، مجلس الشورى
- نائب لرئيس الشؤون الاقتصادية، مجلس الشورى
- مدير عام شركة صناعية القطاع الاهلي، شركة صناعية القطاع الاهلي، 1417-1418هـ
- كبير مهندسي التصنيع، شركة الإلكترونيات المتقدمة، 1412 – 1417هـ
- مهندس صناعي، المؤسسة العامة لصوامع الغلال ومطاحن الدقيق، 1407 – 1412هـ,
- محافظ الهيئة العامة للإسكان, 1427- 1432هـ,
- وزير الإسكان 1432هـ - حتى أعفي من منصبه في 20 جمادى الأولى 1436 الموافق 11 مارس 2015.[1][2]

## عضوية مجالس ولجان
- عضو جمعية التصنيع الولايات المتحدة الأمريكية، هندسة التصنيع
- عضو جمعية التصنيع الولايات المتحدة الأمريكية، هندسة صناعة الإلكترونيات
- عضو جمعية التصنيع الولايات المتحدة الأمريكية، أنظمة الكمبيوتر والتحكم
- عضو جمعية التصنيع الولايات المتحدة الأمريكية، تقنية التشغيل
- عضو جمعية المهندسين الصناعية المملكة المتحدة
- عضو جمعية المهندسين السعودية
- عضو جمعية الاقتصاد السعودية

## المؤتمرات والندوات التي شارك فيها
- المؤتمر السنوي للصناعات الغذائية والدقيق، كلورادو، الولايات المتحدة الأمريكية
- المؤتمر السنوي العاشر للصناعات الإلكترونية، لوس انجلوس، الولايات المتحدة الأمريكية
- المؤتمر العربي للصناعات الهندسية، القاهرة، جمهورية مصر العربية
- مؤتمر اتحاد البرلمان العربي، دمشق، الجمهورية السورية
- مؤتمر اتحاد البرلمان الآسيوي، مانيلا، الفلبين
- مؤتمر اتحاد البرلمان العربي، بيروت، لبنان

## المؤلفات والبحوث التي قدمها
- بحث في اعداد الاستراتيجيات الصناعية وتطبيقها
- بحث في الصناعات الهندسية في المملكة العربية السعودية